# 全軍破敵：羅馬II
《羅馬II：全軍破敵》是一款由Creative Assembly開發，並由世嘉發行的戰略遊戲。遊戲在2013年9月3日在Windows平台上發布。這是全軍破敵系列的第8代獨立遊戲，也是第3代作品《羅馬：全軍破敵》的續作。這遊戲是一個商業上的成功，它在銷售量和發布當天的線上玩家人數都超越全軍破敵系列的其他遊戲。
遊戲的背景設定在古典時代的歐洲，相對於《羅馬：全軍破敵》的遊戲背景幾乎完全集中在羅馬共和國和它的政治不同，羅馬II盡可能準確和深入地刻畫出在那時代的每一個文明。玩家在遊戲中扮演其中一個可玩派系，而玩家想取得勝利便要比敵人更快建立一個帝國。單人遊戲模式開始於公元前272年，並持續300多年。然而，玩家可以繼續進行遊戲，因為在羅馬II中沒有時間勝利條件。

## 遊戲特色

### 新特點
遊戲的Warscape引擎配合遊戲本身的視覺效果及新的單位攝像機能讓玩家在戰場上專注於單個士兵，開發小組希望這種方式能讓玩家從士兵的角度觀看戰爭。個別單位會使用面部動畫或行為以把恐怖和真實元素加入於戰鬥中，例如士兵看見自己的戰友被打死而反應出恐懼的表情和攻擊敵方城市前他們的將軍英勇的演講。

### 軍隊
現在陸軍和海軍在戰略地圖上有多種新姿態。這些姿態最初只有稱為“急行軍”的模式，這模式能使軍隊進一步行軍，但也將會累壞士兵並減低他們的戰鬥力。“防禦姿態”能使玩家建立臨時堡壘，“埋伏姿態”能讓軍隊在埋伏區周圍設置陷阱並進行埋伏。在羅馬II中一隊軍隊最多可以由40個單位組成，包括海軍及陸軍單位，他們還必須要有將軍帶領。羅馬II中還有軍隊上限，派系可以基於自己當時的國家勢力增加或减少軍隊上限。派系能以征服更多的地區或用黃金填補庫房的方法來壯大自己的勢力，該制度的目的是使戰鬥更果斷，和使兩大派系之間的戰爭有更大的衝擊。玩家還有能力為軍隊單位改名，並改變他們的標誌。
當玩家招募了一個將軍並開始訓練他的軍隊時，那將軍或軍隊便進入召集模式，使其在那回合無法移動。將軍擁有獨立於他們指揮的軍隊的技能和特質，玩家可以在將軍升級時選擇他們的技能，特徵是基於將軍在遊戲中的經歴。此外，如果一支軍隊失去其將軍玩家需要立即任命一個新的將領。
相似於《全軍破敵：幕府將軍2》玩家會被提示去作出決定。每個決定都會帶領玩家到下一個特定的“決策路徑”基於玩家先前的決定。然後，這些決定將會影響遊戲發展，例如把小小的羅馬共和國演變成羅馬帝國。此外，相比以往的全軍破敵遊戲玩家只能分配特質給將軍和家庭成員，玩家現在可以通過軍團多年的征戰所獲得的實戰經驗分配特質給他們。玩家可以通過選擇軍團的武器裝備自定義他們，這意味著玩家將仍然能夠訓練經自定義的軍團，不像以前的全軍破敵系列玩家需要分別建立軍隊所有單位。
在《羅馬II：全軍破敵》中海軍佔據更重要的角色，現在他們可以加入陸戰或圍城，這反映在古典時代海軍軍艦上的步兵進行登陸入侵的海軍戰略。陸軍可以攻擊敵人的地面部隊或城市，而海軍部隊能提供支援或進行海戰，更可以自己攻佔守衛不善的沿海城市。海軍部隊在規模上變得更大，因此玩家可以在短時間內招募一支強大的海軍。在《中世紀：全軍破敵》所引入的地區海域已被重用，目的是為了防止玩家或自動玩家在入侵時可以避開敵方艦隊。如果己方艦隊進入敵方艦隊所在的區域將會自動觸發海戰。
除了傳統的圍攻和陸戰之外，羅馬II還有多種新的戰鬥類型，包括：
- 海陸軍聯合作戰：這種戰鬥結合了海軍和陸軍的元素。當圍攻一座海濱城市時，陸軍部隊從陸路進攻，海軍可以從水路支援地面部隊。
- 郊區戰鬥：這種戰鬥是在沒有城牆的城市發生，因為那些城市規模太小所以才沒有城牆。在這種戰鬥中，城市裹有多個佔領點,攻方的目標是控制那些佔領點,守方的工作是阻止攻方成功。
- 攻城戰：這種戰鬥是在軍隊強攻省城或堡壘時發生的。勝利條件與郊區戰鬥一樣。攻方還能在強攻前打造攻城器械。
- 堡壘戰：由於軍隊可以進入防禦姿態來建立臨時堡壘,這種戰鬥是當敵方攻擊正在處於防禦姿態的軍隊才觸發的。守方還可以在戰鬥前進一步建立防禦工事例如木柵欄或小型堡壘。總而言之，這種戰鬥會像一場小規模的圍攻。
- 渡河戰：渡河戰是指當一支軍隊試圖橫過一條河流時遭到另一支軍隊阻止而爆發的戰鬥。海軍可以在這種戰鬥中幫助，但陸軍自己也可以制造運輸艦渡江。
- 伏擊戰：伏擊戰在羅馬II中有大大的改變。埋伏者可以在埋伏區周圍放置陷阱,例如一包包乾草和木刺等。守方便要想辦法逃出埋伏區或消滅埋伏者。
- 突擊戰：當一支軍隊處於急行軍時受到襲擊便會爆發突擊戰。由於急行軍會累壞士兵所以他們的戰鬥力和士氣都會降低。攻方需要設法奪取敵人的補給車或直接殲滅敵人來勝出。
- 海軍圍城：這種圍城只有海軍部隊參加，但玩家可以把艦上的水手登陸變成海軍陸戰隊進行陸戰，更有船隻裝有投石器等攻城武器。

### 事務官
罗马II中有三種類型的事務官，貴族、勇士和間諜，每一種派系都會有自己特別風格的事務官。每個事務官招募時，他們將有一個設定於其環境或文明的技能，如果事務官獲得升級玩家還可以投資技能點在事務官的技能樹上。每個事務官都能刺殺其他人物或說服人物加入他們的派系，這是為了使每種事務官都盡可能有用，但自然地不同的事務官也會有不同的技能，也有單一種類的事務官才能執行的任務。當一個事務官被要求去執行特定的任務時，如何完成任務又有另一組選擇。例如當己方事務官受到敵方事務官追捕時，可以賄賂他，說服他轉變派系或殺了他來擺脫追捕。

### 文化
開發小組嘗試確保在遊戲中不同文化和作戰部隊的獨特性。遊戲設計師表示在《羅馬：全軍破敵》中有“叛軍”來表示大部分較小和不能扮演的城邦,現在《羅馬II：全軍破敵》中有大量擁有自己文明的小城邦。每個民族都有自己獨特的風格，例如英國野蠻人的外觀和感覺會比紀律嚴明的羅馬軍團完全不同，不同的文明還會有不同的特別人員和技術。在遊戲中有超過500種不同的陸地單位，包括僱傭兵。此外，《羅馬II：全軍破敵》已引入超過30個城市地圖以避免每次攻城戰的感覺都一樣。

### 外交與政治
《羅馬II》中的政治體制已被全面提升。羅馬和迦太基這兩個派系內部都有三個政治黨派互相爭奪權力，如果玩家想選擇這兩個派系來進行遊戲他們只能選擇其中一個黨派來扮演。其他的派系只有一個政治黨派。不同黨派的政治地位是基於他們對國家的貢獻，例如某黨派的將軍為國家佔領更多的土地或某政治人物為國家贏取外交勝利等。如果一個黨派的地位降得太低，他們可能再不能左右國家事務，但如果一個黨派變得過於強大，又可能會迫使他的對手聯合起來對付他。在某些情況下，玩家可以嘗試把所有權力集中在自己身上，從而成為皇帝或國王，但這樣需要經歷一場內戰。現在將軍可以是軍人或政治家，這取決於他們的技能和特質。
外交系統已轉用更好的人工智能，讓玩家們可以從外交手段取得勝利。開發小組承認在以前的全軍破敵遊戲中自動玩家會做出各種異常舉動，例如小城邦會對強大的角色宣戰，現在人工智能會比之前更聰明和更狡猾。玩家的行動將會決定其他自動玩家把玩家看作成一個值得信賴的盟友還是一個可疑的叛徒。

### 地圖及區域劃分
《羅馬II》的戰略地圖十分廣闊，东延大夏、西達伊比利亞；南起撒哈拉、北至喀里多尼亞，并分為173個行政區，共57個省。一個省最多可以由4個行政區組成，同時可以由多個派系佔據，因為省內有多個行政區而它們可以分別被不同派系佔領。但是，如果玩家能控制整個省份就可以對省宣佈法令，從而能增加稅收或提高公共秩序等。在羅馬II的戰役地圖上再沒有村莊和生產資源的建築物，現在它們全都變為行政區首府的建築物。每個行政區的首府都會有常備駐軍，他們的規模是取決於首府的大小和建築物的類型。軍隊現在可以搶掠城市，但這樣會降低當地的公共秩序。每個省都會有一個首都，與普通行政區首府不同的是首都會有城牆和它的規模會比較大，所以攻城戰只會發生在這些城市和堡壘身上。

## 可玩派系
《羅馬II：全軍破敵》中有117個不同的派系，其中於主戰役中共有32個派系可用（已包含所有下載包）。在遊戲的最初版本有8個可玩派系，而最終無須額外付費可玩的派系則有14個，其餘18個可玩派系則需透過大部分需額外付費購買的下載包獲得。每個派系都擁有自己獨特的兵種及文化特色。
＊註：此處所列可玩派系已包含所有下載包
- 羅馬共和國：尤利烏斯家族、科涅利烏斯家族（英语：Cornelia (gens)）、尤尼烏斯家族（英语：Junia (gens)）
- 古迦太基：巴卡家族、漢諾家族、馬戈家族（英语：Magonids）
- 繼業者帝國：馬其頓(安提柯王朝)、塞琉古帝國、埃及(托勒密王國)、巴克特里亞王國（大夏王國）
- 希臘城邦：雅典、斯巴達、伊庇魯斯、敘拉古、馬薩利亞
- 東方帝國：帕提亞、亞美尼亞王國、本都
- 日耳曼人：蘇維匯人
- 不列顛人：爱西尼人
- 高盧人：阿維爾尼人、波伊人、加拉太人、內爾維人
- 巴爾幹色雷斯人：蓋塔人、阿狄艾人（英语：Ardiaei）、奧狄西亞王國、提里斯（英语：Tylis）
- 伊比利亞人：阿雷瓦西人（英语：Arevaci）、露西塔尼亞人
- 遊牧民族：馬薩革泰人、羅克索拉尼人、斯基泰人
- 黑海殖民地：博斯普魯斯王國、科爾基斯、帕加馬

## 下載包
與前作《全軍破敵：幕府將軍2》相同，《羅馬II：全軍破敵》在基本遊戲以外亦有大部分需額外付費購買的大量下載包，以添加更多的新增派系、兵種、戰役、視覺效果及其他遊戲內容。

### 獨立戰役包
〈高盧戰記〉：
2013/12/17推出，戰役背景設定為高盧戰爭，以及包括波伊人、加拉太人及內爾維人三個在主戰役中新的可玩派系。
〈漢尼拔臨門〉：
2014/3/27推出，戰役背景設定為布匿戰爭，以及包括阿雷瓦西人、露西塔尼亞人兩個在主戰役中新的可玩派系。
〈君臨天下〉（免費）：
2014/9/16推出，戰役背景設定為共和國晚期後三頭內戰，以及包括亞美尼亞王國一個在主戰役中新的可玩派系。
〈斯巴達之怒〉：
2014/12/16推出，戰役背景設定為伯羅奔尼撒戰爭。
〈帝國分裂〉：
2017/11/30推出，戰役背景設定為三世紀危機時羅馬帝國的分裂與內戰，以及包括主戰役政治系統的重大重製更新。
〈共和國崛起〉
2018/8/9推出，戰役背景設定為王國及共和國時代早期的羅馬-伊特魯里亞戰爭，以及包括重新引入其他全面戰爭遊戲的家族譜系在內、主戰役家族系統的重大重製更新。

### 文化包
希臘城邦文化包：
2013/9/3推出，包括雅典、斯巴達、伊庇魯斯三個在主戰役中新的可玩派系。
遊牧民族文化包：
2013/10/22推出，包括馬薩革泰人、羅克索拉尼人及斯基泰人三個在主戰役中新的可玩派系。
巴爾幹部落文化包：
2014/5/29推出，包括阿狄艾人、奧狄西亞王國及提里斯三個在主戰役中新的可玩派系。
黑海殖民地文化包：
2014/11/20推出，包括辛梅利亞、科爾基斯、帕加馬三個在主戰役中新的可玩派系。

### 外掛包
血肉橫飛下載包：
2013/10/31推出，為遊戲加添兵卒廝殺時血肉橫飛、斬首、肢解、穿刺等視覺特效。
狂戰之獸下載包：
2014/2/17推出，為遊戲加添若干諸如戰象、戰犬等動物兵種。
四季奇蹟下載包：
2014/3/26推出，為遊戲加添四季氣候變化及名勝古蹟對玩家造成的管理效果。
戰神之女下載包：
2014/8/15推出，為遊戲加添若干諸如女角鬥士等女性兵種。

### 派系包（免費）
本都：
2013/9/3推出。
塞琉古帝國：
2013/10/18推出。
大夏王國：
2013/12/5推出。
蓋塔人：
2014/5/29推出。
馬賽：
2014/11/20推出。

## 評價
《羅馬II：全軍破敵》在各大電子媒體上均獲得良好口碑，遊戲在GameRankings和Metacritic分別得到76.67分和76分，後者在網站上評級這遊戲是「總體良好」。PC Gamer給這遊戲85分，這網站稱讚羅馬II的戰鬥像電影一般壯觀和對細節的重視，他們稱這遊戲為「令人驚嘆」。但在同一個評論中也有人批評遊戲的最初版本有毛病。Edge也同樣稱讚遊戲的和戰鬥視覺效果但同時也有指出遊戲初期的問題。GameSpot在評論中稱讚羅馬II有眾多單位可以給玩家選擇的特點和優越的音效與視覺效果，但同時有批評遊戲的單位攝像機有問題。The Escapist也稱讚羅馬II優越的視覺效果，並特別指出遊戲的單位多元化令遊戲中所有派系都可以特出自己的文化特點。
除了戰鬥之外，Game Revolution給這遊戲的戰役地圖十分高的評價，也讚揚遊戲新的功能，但同時也有批評等待人工智能的回合時間太長。IGN也批評回合時間太長，即使它們評價羅馬II是一個值得回味的遊戲，但遊戲也有地方要玩家受一些不必要的麻煩。Game Informer認為羅馬II比《全軍破敵：幕府將軍2》退步，因為在羅馬II中國家的實力會影響戰爭的規模，而在幕府將軍2一個小國也可以發動一場規模龐大的戰爭。但是GamesRadar反而稱讚羅馬II是一個優秀的續集。

### 銷售
於2013年8月23日，《羅馬II：全軍破敵》之訂單已比《全軍破敵：幕府將軍2》多七倍，成為全軍破敵系列中最多預購的遊戲。

## 衍生作品
《羅馬II：全軍破敵》口碑之享譽，甚至令出版商垂青，令美國出版商泛麥米蘭公司及湯瑪士．鄧恩公司向Creative Assembly購得版權之後，再委託著名考古學家大衛．吉賓斯以遊戲背景寫作歷史小說《毀滅迦太基》。小說已於2013年10月面世出版。